# Claudia Fontán
Claudia Fontán (Hurlingham, 1966) é uma atriz argentina. Começou sua carreira como bailarina em Sábados de la Bondad. Em 1996, participou pela primeira vez de uma novela, Como Pan Caliente, e no mesmo ano, estreou no cinema, no filme Sol de Otoño, dirigido por Eduardo Mignona. Seu ultimo trabalho foi na novela Los Exitosos Pells, como Daniela, exibida pela Telefe.
Depois de um ano e meio de sua separação com Horacio Fontova, com quem viveu 18 anos, Claudia assumiu o namoro com Matías Aubi, quem está casada há vários anos, e com ele teve uma filha, Antonia.

## Trabalhos como atriz
- El amor menos pensado (2018) - Lili
- Solamente vos (2013) - Michelle[1]
- El Ratón Pérez 2 (2008) - Muriel Labecque
- Los Exitosos Pells (2008) - Daniela
- Pájaros muertos (2008) - Monica
- Sos mi vida (2006) - Mercedes
- Vientos de agua (2006) - Cecilia
- Mujeres asesinas (2005)
- Amor en custodia (2005) - Gabriela Almanzi
- Los Roldán (2004)
- Un Día en el paraíso (2003) - Pelusa
- Son amores (2002) - Carmen
- El Hijo de la novia (2001) - Sandra
- El loco 22 (2001)- Karina
- Buenos vecinos (1999) - Maite
- Margaritas (1999)
- Gasoleros (1998) - Marina
- Sol de otoño (1996)
- Como pan caliente (1996)
- Peor es nada (1989)

## Outros trabalhos na TV
- Quién es Alejandro Chomski? (2002)
- Infómanas (1998)

## Prêmios
- Melhor atriz de Comédia, por sua participacão como Mercedes em Sos Mi Vida.
- Melhor Revelação Feminina, por sua participação como Sandra no filme El Hijo de la novia (O Filho da Noiva).